# Голубь (созвездие)
Го́лубь (лат. Columba, сокр. Col) — созвездие южного полушария неба. Площадь 270,2 квадратного градуса, 71 звезда, видимая невооружённым глазом. Полностью созвездие видно в южных областях России (южнее широты 47°) в декабре — январе. Между широтами 47° и 62°75' созвездие видно частично. Ярчайшая звезда созвездия — Факт, её звёздная величина 2,65m ; видимость южнее широты 55°55’33".

## История
Созвездие было предложено голландским астрономом и богословом Петером Планциусом на вставках к карте мира 1592 года и изначально получило название Columba Noachi (в переводе с лат. — «Голубь Ноя»), подразумевающее голубя, явившегося Ною как весть об окончании Всемирного потопа. Голубь находится непосредственно рядом с созвездием Корабль Арго. По одной из версий, название созвездия может иметь связь с античной мифологией, подразумевая выпущенного Ясоном голубя, который помог аргонавтам пройти смертоносные Симплегады.
Созвездие было представлено в атласе звёздного неба Байера «Уранометрия» (1603), но, поскольку оно не было включено автором в карту предложенных им новых созвездий, обычно не причисляется к созвездиям Байера. Формально утвердил его на небе Августин Ройе в 1679 году. Созвездие также выделил Ян Гевелий в своём звёздном атласе 1690 года.
Главная звезда созвездия — Альфа Голубя, получившая в европейской культуре собственное имя Факт, — была известна в полинезийской астрономии и на Островах Общества носила название Ана-ива.